# Kavo Gkreko
Das Fauna-Flora-Habitat-Gebiet Kavo Gkreko (deutsch: Kap Greco) liegt im äußersten Osten der Insel Zypern und ist damit das am weitesten östlich gelegene FFH-Gebiet. Das etwa 18,8 Hektar große Schutzgebiet umfasst das Kap Greco mit der umgebenden Meeresfläche sowie einen Teil des Hinterlands. Das Gebiet ist Teil des Europäischen Schutzgebietsnetzes Natura 2000.
Das Gebiet überschneidet sich größtenteils mit dem Vogelschutzgebiet SPA Kavo Gkreko.

## Schutzzweck
Folgende Lebensraumtypen nach Anhang I der FFH-Richtlinie sind für das Gebiet gemeldet:
| EU Code | * | Lebensraumtyp (offizielle Bezeichnung)                              | Fläche [ha] |
| ------- | - | ------------------------------------------------------------------- | ----------- |
| 1110    |   | Sandbänke mit nur schwacher ständiger Überspülung durch Meerwasser  | 37,5        |
| 1120    | * | Posidonia-Seegraswiesen (Posidonion oceanicae)                      | 243.9       |
| 1170    |   | Riffe                                                               | 56,3        |
| 1210    |   | Einjährige Spülsäume                                                | 9,4         |
| 1240    |   | Mittelmeer-Felsküsten mit Vegetation mit endemischen Limonium-Arten | 28,0        |
| 1430    |   | Halo-nitrophile Gestrüppe (Pegano-Salsoletea)                       | 1,0         |
| 3170    | * | Temporäre mediterrane Flachgewässer                                 | 0,01        |
| 5210    |   | Baumförmige Matorrals mit Juniperus spp.                            | 437,4       |
| 5220    | * | Baumförmige Matorrals mit Ziziphus spp.                             | 0,8         |
| 5420    |   | Sarcopoterium spinosum — Phryganes                                  | 95,4        |
| 6220    | * | Mediterrane Trockenrasen der Thero-Brachypodietea                   | 8,3         |
| 8210    |   | Kalkfelsen mit Felsspaltenvegetation                                | 4,4         |
| 8330    |   | Völlig oder teilweise unter Wasser liegende Meereshöhlen            | 0,4         |
| 9320    |   | Wälder mit Olea und Ceratonia                                       | 4,8         |

### Arteninventar
Folgende Arten von gemeinschaftlichem Interesse sind laut Standarddatenbogen für das Gebiet offiziell gemeldet:
| Bild | EU Code | * | Art                    | wissenschaftlicher Name | Artengruppe |
| ---- | ------- | - | ---------------------- | ----------------------- | ----------- |
|      | 1366    |   | Mittelmeer-Mönchsrobbe | Monachus monachus       | Säugetiere  |
|      | 1349    |   | Großer Tümmler         | Tursiops truncatus      | Säugetiere  |
|      | 1307    |   | Kleines Mausohr        | Myotis blythii          | Säugetiere  |